# アンバサダー橋
アンバサダー橋（Ambassador Bridge）は、アメリカ・ミシガン州のデトロイトとカナダ・オンタリオ州のウィンザーを結ぶデトロイト川に架かる吊橋。アメリカ合衆国とカナダ国境で最も交通量が多い道路である 
。
長さは2286m。1929年に完成した橋で、完成時では世界最長だった。現在はこの橋のほかにデトロイト・ウィンザートンネルも二つの都市を結んでいる。
この橋は1979年に大富豪のマニュエル・モラウン（Manuel Moroun）が、アメリカ合衆国側ではデトロイト国際橋梁会社（Detroit International Bridge Company）、カナダ側ではカナダ交通会社（Canadian Transit Company）をそれぞれ通じ買収し、個人で所有している。大型トラックや二輪車はデトロイト・ウィンザートンネルの通行を禁止されている為、事実上彼が商用トラック輸送の通行料収入と免税ガソリンの販売を独占している。
そのため、アメリカとカナダ政府が共同で、下流にもう一つ橋をかける計画が発表され、2012年5月にカナダ政府が資金提供に合意した。新しい橋はデトロイト・レッドウィングスで活躍したゴーディ・ハウ選手にちなんでゴーディ・ハウインターナショナルブリッジと命名され、2018年に建設が始まり2025年に完成予定である。新しい橋が建設されると収入が減少する為、モラウンは訴訟とテレビCMによるネガティブキャンペーンを実施し建設計画に反対している。